# Антоніо Рігамонті
Антоніо Рігамонті (італ. Antonio Rigamonti, нар. 5 квітня 1949, Карате-Бріанца) — італійський футболіст, що грав на позиції воротаря за низку італійських клубних команд.

## Ігрова кар'єра
У дорослому футболі дебютував 1967 року виступами за нижчолігову «Снія Варедо», в якій провів два сезони, взявши участь у 35 матчах чемпіонату. 
Згодом з 1969 по 1976 рік грав у складі «Аталанти», «Кремонезе» та «Комо».
1976 року перебрався до «Мілана», де став дублером Енріко Альбертозі. Був резервним воротарем «россонері» протягом чотирьох сезонів, виборовши за цей час титули чемпіона Італії і володаря Кубка Італії.
Протягом 1980—1985 років захищав кольори клубів «Варезе», «Терранова Джела», «Мессіна» та «Кремонезе», а завершував ігрову кар'єру в «Акрагасі», за який виступав протягом 1985—1986 років.

## Титули і досягнення
- Володар Кубка Італії (1):

«Мілан»: 1976-1977
- Чемпіон Італії (1):

«Мілан»: 1978-1979